# Синягин, Степан Иванович
Степан Иванович Синягин — советский военачальник, полковник, кавалер ордена Боевого Красного Знамени.
Родился в 1897 году.
В 1924 году командир эскадрона 5-го кавалерийского полка 2-й отдельной Туркестанской кавалерийской бригады С. И. Синягин награждён Орденом Красного Знамени (РСФСР), (См. Приказ РВСР № 43: 1924 г.).
С 1925 член ВКП(б).
В 1938 году командир полка 5-го отдельного легкотанкового полка Киевского военного округа, полковник.
28 июня 1938 года арестован органами НКВД.
30 сентября 1938 года приговорён Военной Коллегией Верховного Суда к высшей мере наказания.
30 июля 1957 года реабилитирован.